# Мольфетта
Мольфетта (італ. Molfetta) — місто та муніципалітет в Італії, у регіоні Апулія, метрополійне місто Барі.
Мольфетта розташована на відстані близько 360 км на схід від Рима, 24 км на захід від Барі.
Населення — 60 058 осіб (2014). Щорічний фестиваль відбувається 9 лютого та 8 вересня. Покровитель — San Corrado di Baviera.

## Демографія
Населення за роками:

Станом на 1 січня 2023 року в муніципалітеті офіційно проживали 1522 іноземці з 77 країн, серед них 230 громадян країн Євросоюзу та 41 громадянин України.

## Сусідні муніципалітети
- Бішельє
- Джовінаццо
- Терліцці
- Руво-ді-Пулья
- Бітонто

## Міста-побратими
- Герліц, Німеччина (1971)
- Фрімантл, Австралія (1984)

## Галерея зображень

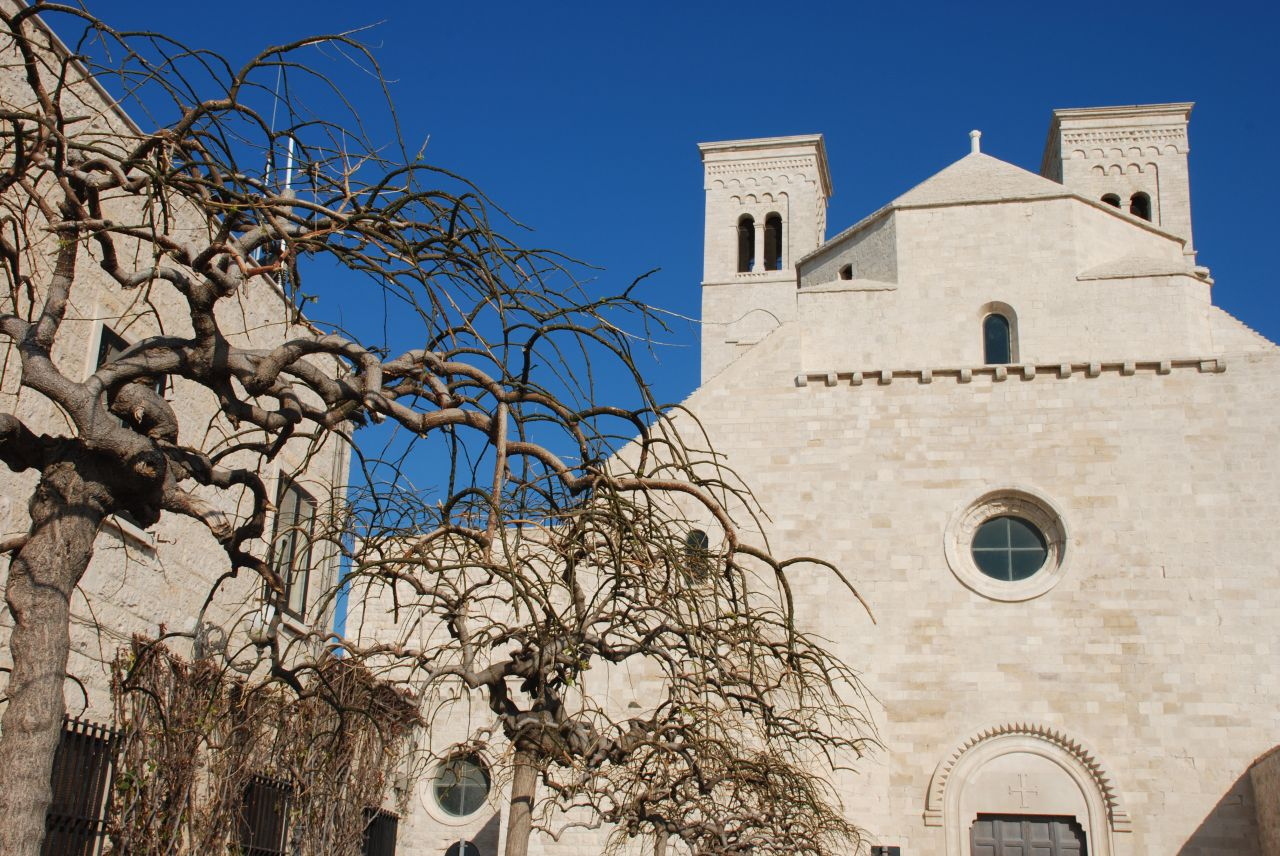
Собор
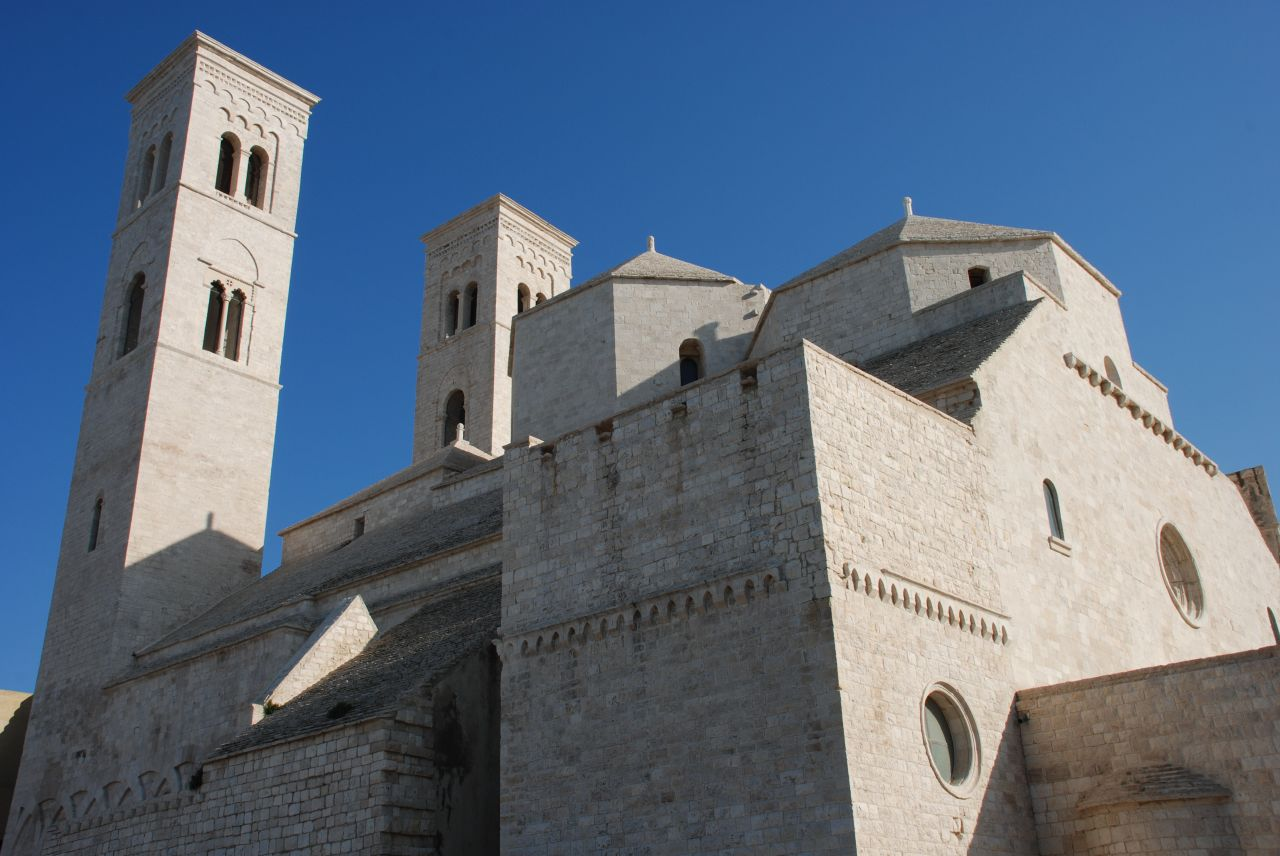
Собор
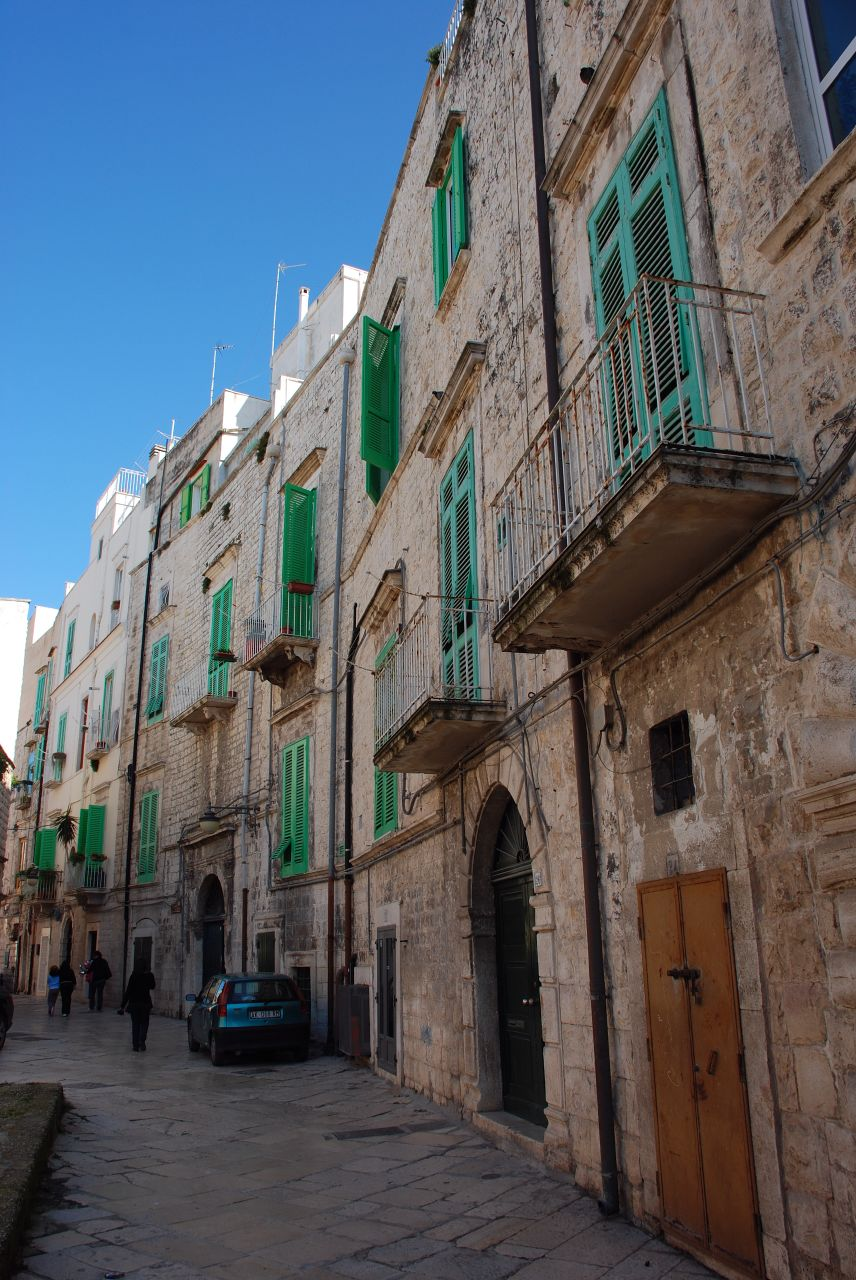
Алея Мольфетта
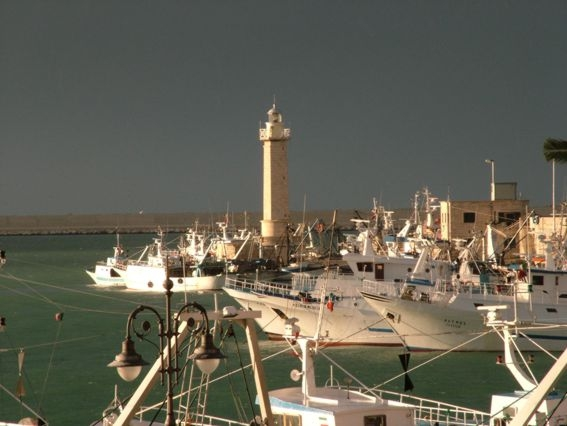
Маяк і порт
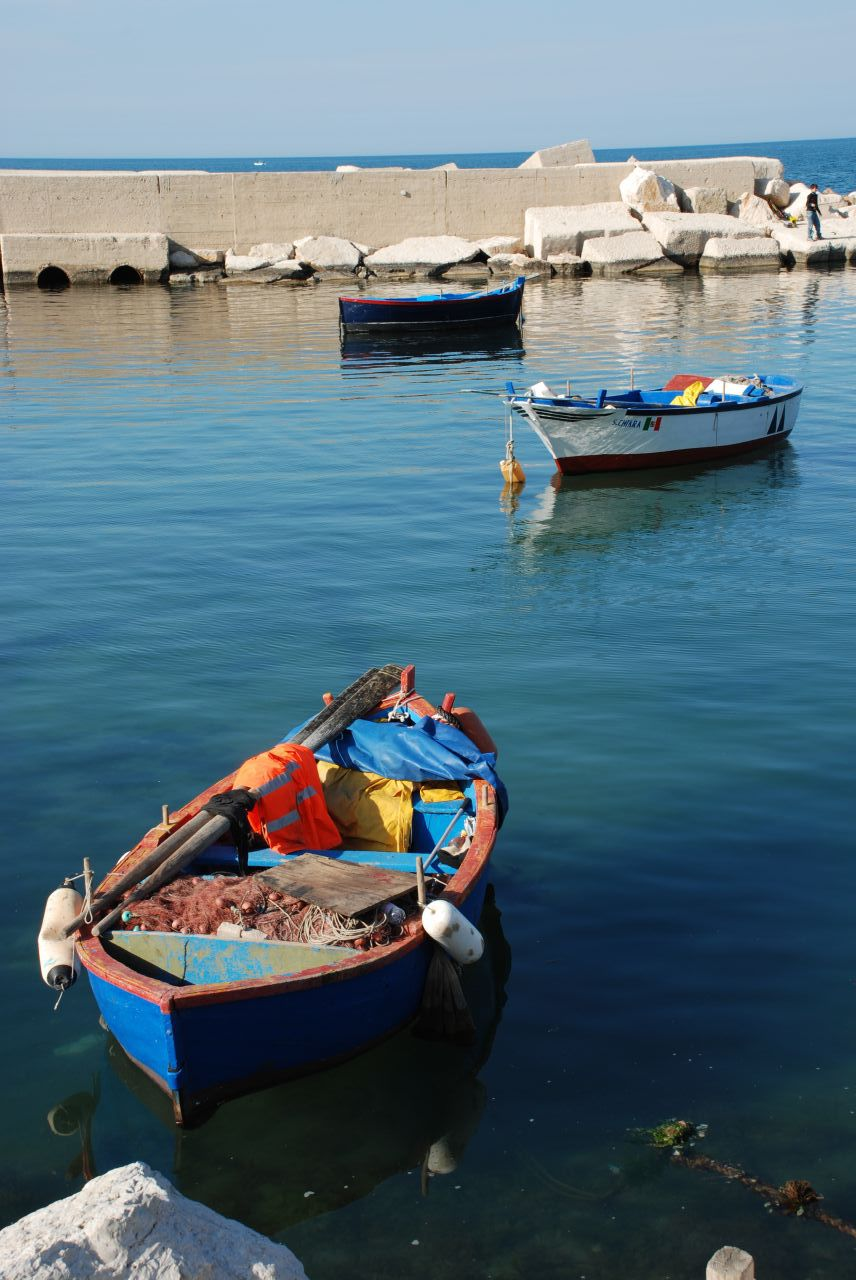
Човни в порту
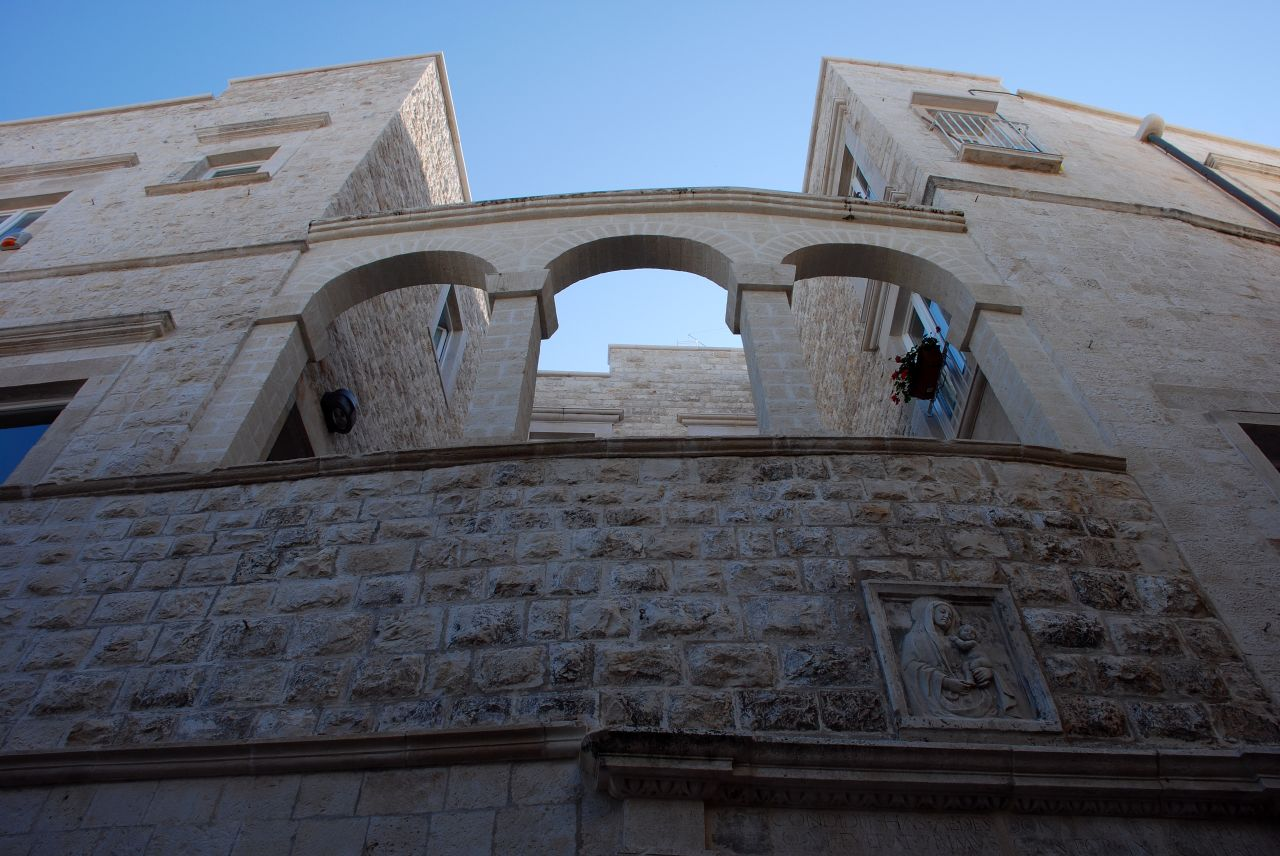
Палац Стародавнього села
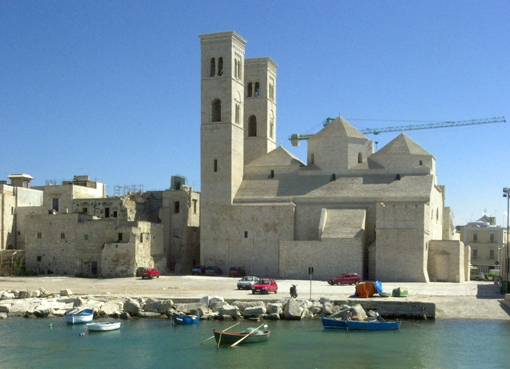
Вид на Собор Сан-Коррадо
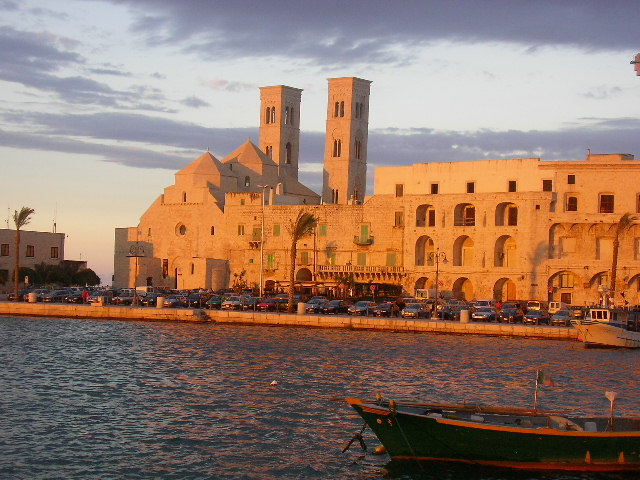
Вид на порт і Собор Сан-Коррадо
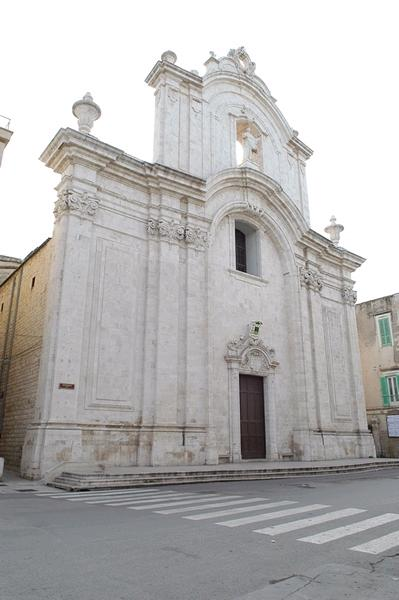
Фасад Собору Санта-Марія-Ассунта
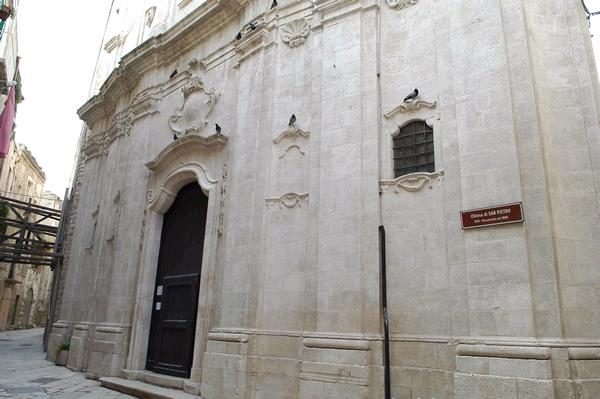
Церква Сан-Петро
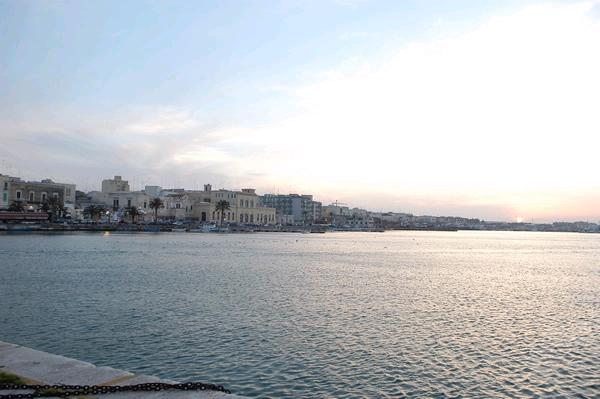
Панорама порту
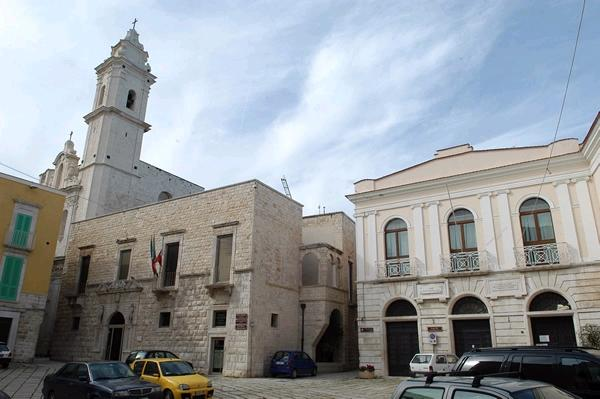
Ратушна площа
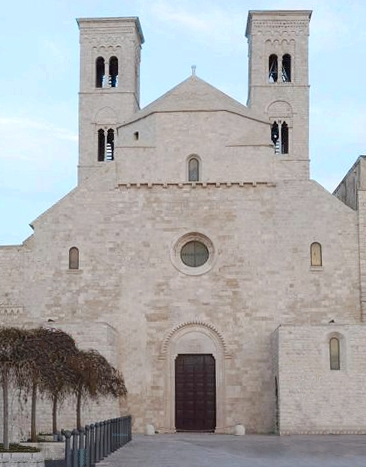
Фасад Собору Сан-Коррадо
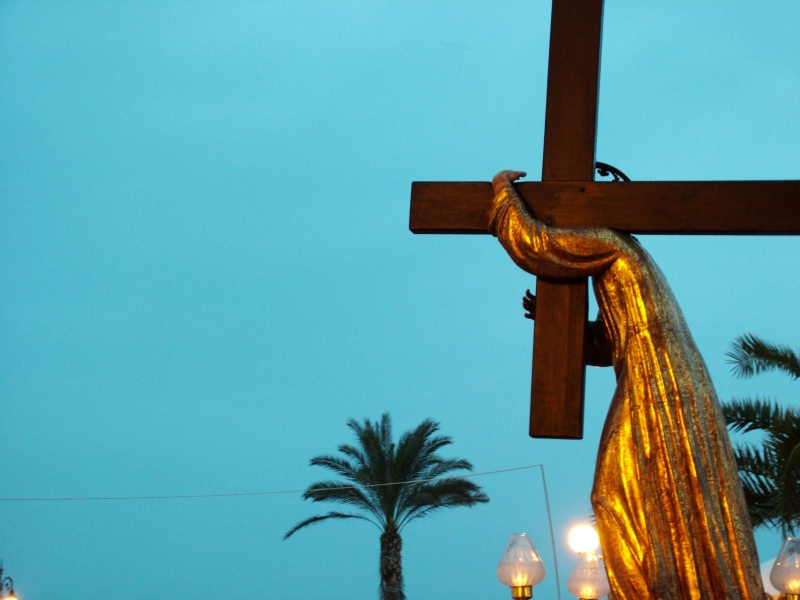
Процесія Страсної п'ятниці
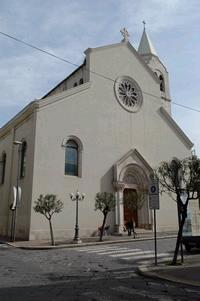
Церква Найсвятішого Серця Ісуса
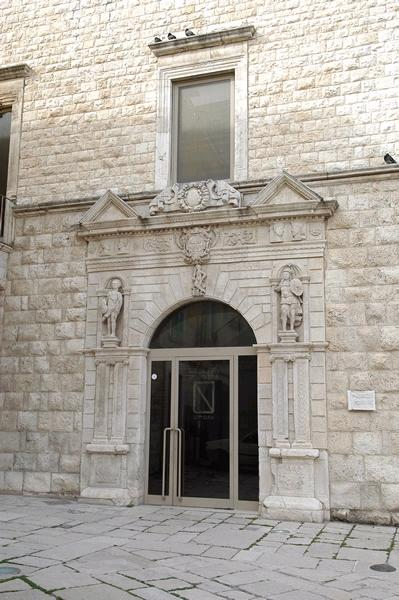
Вхід до Палацу Джовене
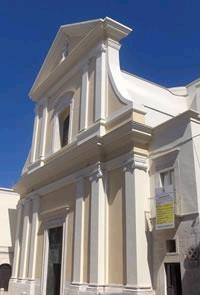
Церква Сан-Дженнаро
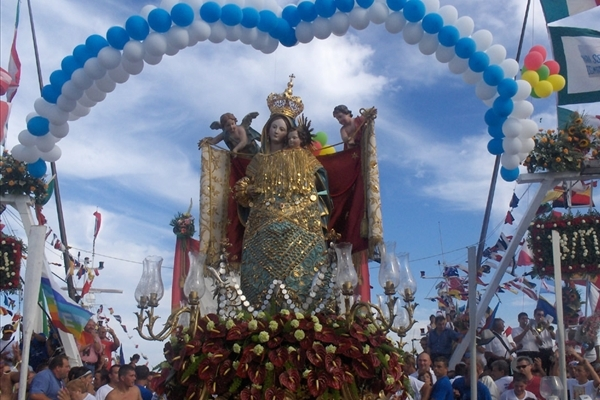
Процесія несіння статуї Матері Божої Мучеників
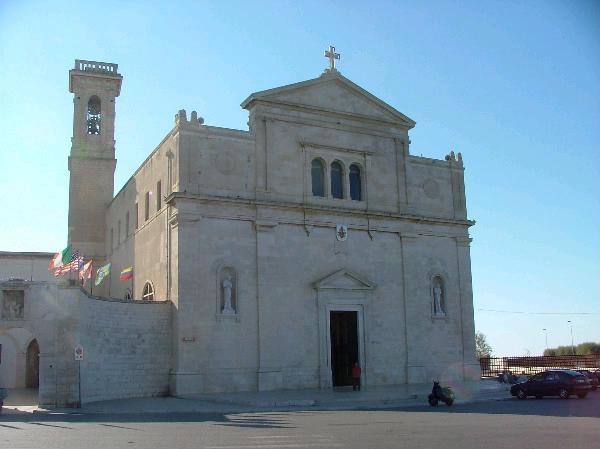
італ. Basilica Матері Божої Мучеників
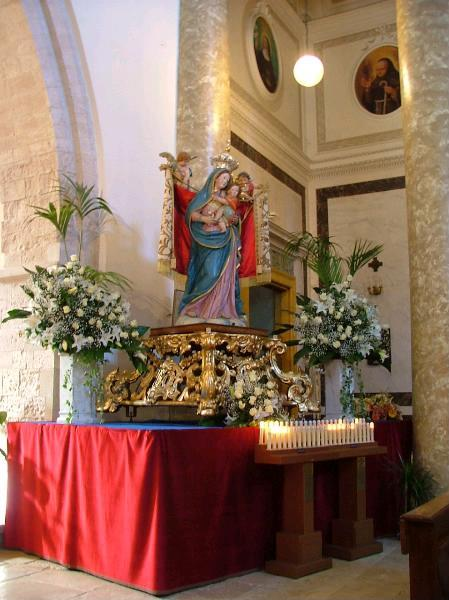
Статуя Матері Божої Мучеників, розміщена в однойменному італ. Basilica
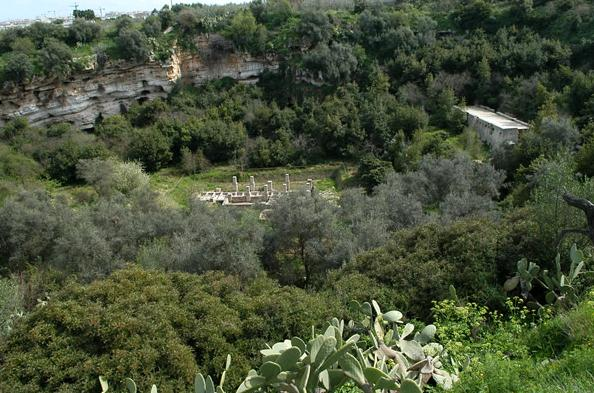
Залишки скельних поселень біля Пуло